# Georges Haldas
Œuvres principales
- Boulevard des Philosophes (Roman, 1966)
- Chronique de la rue Saint-Ours (Chroniques, 1973)
- La légende des repas (Chroniques, 1987)
- L’État de poésie en seize volumes

Georges Haldas, né le 14 aout 1917 à Genève et mort le 24 octobre 2010 au Mont-sur-Lausanne, était un écrivain, poète et traducteur genevois.

## Biographie

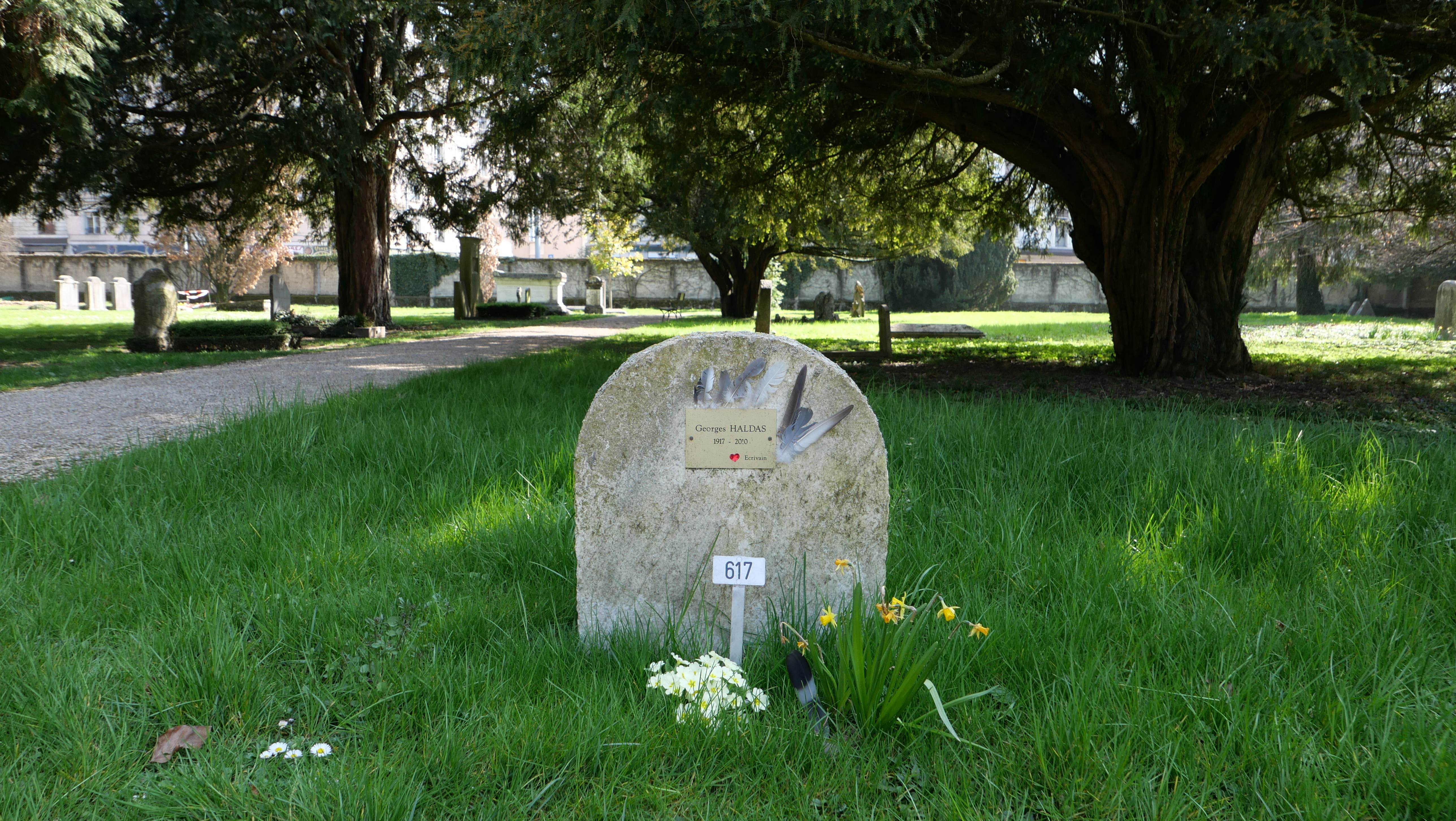
Vue de la sépulture au cimetière des Rois à Genève

Georges Haldas, de père grec et de mère suisse, vit jusqu'à l'âge de neuf ans en Céphalonie, en Grèce. Puis, installé avec ses parents à Genève, il passe dans cette ville la plus grande partie de sa vie. Il travaille successivement dans une agence de presse, exerce les métiers de correcteur, d'enseignant, de vendeur en librairie et de journaliste.
Poète, essayiste et traducteur, Georges Haldas est l’auteur d’une œuvre très riche qui comprend quatorze recueils de poèmes (rassemblés en 2000 dans Poésie complète aux éditions L'Âge d'Homme), des traductions, des essais, trente-sept chroniques et une série de carnets intitulés L’état de poésie. Ses écrits sont marqués par une précision constante et une attention particulière portée à chaque instant vécu. Georges Haldas est reconnu comme l'un des maîtres contemporains du journal et de l'autobiographie.
En 1999, il signe pour s'opposer à la guerre en Serbie la pétition « Les Européens veulent la paix », lancée par le collectif Non à la guerre.

## Publications

### Poèmes
- Cantique de l'aube, Éditions La Baconnière, 1942.
- La Voie d'Amour, La Baconnière, 1948.
- Chants de la nuit, Rencontre, 1952.
- Le Couteau dans la plaie, La Baconnière, 1956.
- La Peine capitale, Éditions Rencontre, 1957.
- Le Pain quotidien, Rencontre, 1959.
- Corps mutilé, Rencontre, 1962.
- Sans feu ni lieu, Éditions de l'Aire, 1968.
- Poèmes de la grande usure, L'Aire, 1974.
- Funéraires, Éditions l'Âge d'Homme, 1976.
- Un grain de blé dans l'eau profonde, L'Âge d'Homme, 1982.
- La Blessure essentielle, L'Âge d'Homme, 1990.
- Un grain de blé dans l'eau profonde et autres poèmes, choix de Jean Romain, Orphée la Différence, 1992.
- Venu pour dire, L'Âge d'Homme, 1997.
- Poèmes de jeunesse, L'Âge d'Homme, 1997.
- Poésie complète, L'Âge d'Homme, 2000.

### Traductions
- Anacréon : Poèmes et Fragments, Rencontre, 1950.
- Catulle : Poèmes d'Amour, Rencontre, 1954.
- Umberto Saba : Vingt et un Poèmes, Rencontre, 1962 et L'Âge d'Homme, 1982, sous le titre Trieste et autres Poèmes.

### Essais
- Les Poètes malades de la peste, Seghers, 1954.
- La Vie du Christ dans la peinture italienne du XIe au XVe siècle (Notices), Lausanne, Nouvelles Éditions, 1958.
- Trois écrivains de la relation fondamentale, (Benito Pérez Galdós ; Giovanni Verga ; Charles Ferdinand Ramuz). L'Âge d'Homme, 1978.
- Dédale de la mort, accompagné des cinq gravures de la série L'Homme traversé par Philippe Grosclaude, Genève, Anton Meier, 1984.
- Les Sept Piliers de l'état de poésie, L'Âge d'Homme, 2005.
- L'Espagne à travers les écrivains que j'aime, L'Âge d'Homme, 2006.
- La Russie à travers les écrivains que j'aime, L'Âge d'Homme, 2009.

### Carnets
- Les hauteurs de Moab, carnets 2008-2009, L'Âge d'Homme, 2010.

### Chroniques
- Gens qui soupirent, Quartiers qui meurent, La Baconnière, 1963.
- Boulevard des philosophes, Rencontre, 1966, Poche Suisse, L'Âge d'Homme, 1978.
- Jardin des espérances, Rencontre, 1969, Éditions L'Âge d'Homme, 1981.
- La Maison en Calabre, Rencontre, 1970, Poche Suisse, L'Âge d'Homme, 1983.
- Chute de l'Étoile Absinthe, Pairs, Denoël, 1972, L'Âge d'homme, 2002
- Chronique de la rue Saint-Ours, Paris, Denoël, 1973, Poche Suisse, L'Âge d'Homme 1987.
- Passion et mort de Michel Servet, L'Âge d'Homme, 1975.
- À la recherche du Rameau d'Or, L'Âge d'Homme, 1976.
- La Légende des cafés, L'Âge d'Homme, 1976, 2011.
- Le Livre des passions et des heures, L'Âge d'Homme, 1979.
- Échos d'une vie, L'Âge d'Homme, 1980.
- La Légende du football, L'Âge d'Homme, 1981.
- Massacre et Innocence, L'Âge d'Homme, 1983.
- La Confession d'une graine, I : L'Émergence, L'Âge d'Homme 1983.
- La Confession d'une graine, II : Conquête matinale, 1986.
- La Légende des repas, L'Âge d'Homme, 1987.
- L'Intermède marocain, L'Âge d'Homme, 1989.
- Le Grand Arbre de l'Homme, Éd. Temps qu'il fait, Cognac, 1989.
- Mémoire et Résurrection, L'Âge d'Homme, 1991,  (ISBN 978-2825101742)
- La Confession d'une graine, III : L'École du Meurtre (première partie), L'Âge d'Homme, 1992.
- Ni or ni argent, variations sur la lumière, avec des photographies de Roger Chappellu, Éditions Olizane, 1994.
- La confession d'une graine, IV : Meurtre sous les Géraniums (deuxième partie de L'École du Meurtre), L'Âge d'Homme, 1994.
- Pâques à Jérusalem, L'Âge d'Homme, 1995.
- L'Air natal (Gens qui soupirent, Quartiers qui meurent; Boulevard des Philosophes; Chronique dela Rue Saint-Ours), L'Âge d'Homme, 1995.
- La Légende de Genève, L'Âge d'Homme, 1996.
- Marie de Magdala, Nouvelle Cité - Prier Témoigner, 1996.
- Le Livre et la Vie, Association suisse des Libraires de langue française, 1997.
- Le Livre des trois déserts, Regard - Nouvelle Cité, 1998.
- Lumières d'enfance, L'Âge d'Homme, 1998.
- Ulysse ou la lumière grecque, L'Âge d'Homme, 1998.
- La Légende de Genève : chronique, photogr. de Slobodan Despot, Lausanne : L'Âge d'homme, Collection Au cœur du monde, 1999
- Octobre 17 ou La fraternité trahie : chronique, Lausanne : L'Âge d'homme, 1999
- Le Christ à ciel ouvert, Lausanne : L'Âge d'Homme, 2000
- Murmure de la source, L'Âge d'Homme, 2001.
- La Confession d'une graine, V : Le Temps des Rencontres, L'Âge d'Homme, 2001.
- Le Temps des rencontres : chronique, Éditions L'Âge d'homme, 2001.
- Murmure de la source : chroniques / Georges Haldas ; [préf. de Jean Vuilleumier], Lausanne : L'Âge d'homme, 2001
- Paroles du scribe, Éditions l'Âge d'Homme, 2002.
- Socrate et le Christ, L'Âge d'Homme 2002.
- Un temps révolu : chronique, Éditions L'Âge d'homme, 2003.
- Chroniques de la petite Fontaine, Éditions L'Âge d'Homme, 2004.
- La Confession d'une graine VII : Le Tournant, L'Âge d'Homme, 2006.
- Rendez-vous en Galilée, Poche Suisse 232, L'Âge d'Homme, 2007.
- Cortège des vivants et des morts, L'Âge d'Homme, 2008,  (ISBN 978-2825137765)
- Patrie première, L'Âge d'Homme, 2010

### L'État de poésie
- Les Minutes heureuses, Carnets 1973, L'Âge d'Homme, 1977.
- Le Tombeau vide, Carnets 1979, L'Âge d'Homme, 1982.
- Rêver avant l'Aube, Carnets 1982, L'Âge d'Homme, 1984.
- Le Cœur de Tous, Carnets 1985, L'Âge d'Homme, 1988.
- Carnets du Désert, Carnets 1986, L'Âge d'Homme, 1990.
- Le Soleil et l'Absence, Carnets 1987, L'Âge d'Homme, 1990.
- Paradis perdu, Carnets 1988, L'Âge d'Homme, 1993.
- Orphée errant, Carnets 1989, L'Âge d'Homme, 1996.
- Le Maintenant de Toujours, Carnets 1995, L'Âge d'Homme, 1997.
- Pollen du Temps, Carnets 1996, L'Âge d'Homme, 1999.
- L'Orient intérieur : Carnets 1998, L'Âge d'Homme, 2003.
- Paysan du ciel : Carnets 1999, L'Âge d'Homme, 2004.
- Le Nomade immobile, Carnets 2000, L'Âge d'Homme, 2006.
- Paroles nuptiales, Carnets 2005, L'Âge d'Homme, 2007.
- Vertige du temps, Carnets 2006-2007, L'Âge d'Homme, 2009.

### Entretiens
- Les Entretiens de l'Aube, avec Étienne Sordet, Labor et Fides, 1993
- L'Échec fertile, avec Claire Bourgeois, Éditions Paroles d'Aube, 1996.
- Dossier H: Georges Haldas, l'invisible au quotidien, avec Pierre Smolik, Éditions L'Âge d'Homme, 2012.

En DVD
- "Entretien Georges Haldas et Claude Thébert" film de 60 min. Réalisation Maurizio Giuliani
- "Georges Haldas en 3 chapitres" Le père. la Grèce - Le bistrot, le football - La résurrection. 90 min. Réalisation Maurizio Giuliani

### Participations
- La langue et le politique : enquête auprès de quelques écrivains suisses de langue française, éd., conc. et préf. par Patrick Amstutz, postf. de Daniel Maggetti, Vevey : Éditions de l'Aire, 2001, p. 77-81.
- Écritures, photographies = Writing, photographs / Eric Gentil ; textes de Jean-Christophe Blaser, Georges Haldas, Lausanne : Acatos, 2002.
- Genève - Regards sur la Vieille-Ville / texte Georges Haldas ; photos Christophe Gevrey : Éditions Albert Philippon, 2003
- Patrimoine de Genève / textes Georges Haldas, Jean Vuilleumier ; conception et réal. Atelier Roger Pfund, Genève : Éditions Slatkine, 2004.
- "Détresse cosmique", création d'un texte pour la revue d'art TROU no. XIV, 2004 (voir www.trou.ch)
- Portraits Parlés: Entretien et portraits de Georges Haldas par Ariane Laroux aux éditions de L'Âge d'Homme.

## Distinctions
- Prix Taormina 1970
- Prix Schiller 1971 et 1977
- Grand Prix de la ville de Genève 1971
- Grand prix C.F. Ramuz 1985
- Prix Édouard-Rod 2004 pour l'ensemble de son œuvre[4]

## Hommages
En septembre 2018, une plaque est apposée sur l’immeuble du 7 boulevard des Philosophes à Genève, où Georges Haldas a habité presque toute sa vie.

## Archives
Fonds Georges Haldas (20e - 21e siècle) [30 mètres linéaires, papiers personnels, correspondances, œuvres, papiers littéraires, carnets, chroniques, articles, scénarios, coupures de presse et documentation, manuscrits de tiers, photographies].  Cote : CH-000007-9 CH BGE Ms. fr. 9068; non catalogué (1996/018, 1997/017, 1997/040, 1998/008, 1998/030, 1999/017, 1999/039, 2000/015, 2001/004, 2001/020, 2001/029, 2001/031, 2002/007, 2002/019, 2002/030, 2002/049, 2003/003, 2003/033, 2003/059, 2004/052, 2005/025, 2005/029 2005/050, 2005/056, 2008/009, 2009/009, 2011/015, 2011/031, 2011/032, 2012/002, 2016/11). Genève : Bibliothèque de Genève (présentation en ligne).
La consultation des fonds est soumise à des restrictions.